# フェノール酸

サリチル酸の化学構造

フェノール酸(Phenolic acid)は、芳香族酸の分類の一つである。この分類の化合物は、フェノール環と有機カルボン酸官能基を持つ。重要な天然フェノール酸として、それぞれ非フェノール性分子の安息香酸とケイヒ酸に由来するヒドロキシ安息香酸とヒドロキシケイヒ酸の2つがある。

## 発生
フェノール酸は、多くの植物で見られ、ドライフルーツの中の含有量は高くなりうる。
ホースグラム中の天然フェノールの大部分は、プロトカテク酸、4-ヒドロキシ安息香酸、バニリン酸、コーヒー酸、p-クマル酸、フェルラ酸、シリング酸、シナピン酸等のフェノール酸の形をとる。
担子菌類においてもフェノール酸が見られる。また、腐植土の主成分であるフミン質の一部を構成する。
ヒトの尿にも多くのフェノール酸が含まれる。

## 化学
フェノール酸によるフラボノイドの直接アセチル化を触媒するために、固定したCandida antarcticaのリパーゼが用いられる。